# Хессельберг, Эрик
Э́рик Брюн Хе́ссельберг (норв. Erik Bryn Hesselberg; 1914—1972) — норвежский художник, скульптор, путешественник, участник экспедиции на плоту «Кон-Тики».

## Биография
Эрик Хессельберг родился  4 июня 1914 года в Бревике, губерния Телемарк. Вырос в Ларвике (губерния Вестфолл)  на улице Свейнсгате, 14. В детстве дружил с Туром Хейердалом. После школы Эрик, окончив мореходное училище, стал профессиональным моряком и около пяти лет работал на торговых судах, совершив несколько кругосветных плаваний. Позже получил художественное образование в Гамбурге (Германия). Начало Второй мировой войны застало Э. Хессельберга в Германии. Он не смог вернуться на родину и стал работать декоратором в Брауншвейге. Одновременно с этим он выполнял ряд заданий норвежского движения Сопротивления. В 1945 году переехал вместе с женой-немкой Лизелотте (Лисс) Гюльднер в Лиллехаммер (Норвегия).

### Экспедиция с Туром Хейердалом
В 1947 году Хессельберг, проживавший с женой Лисс и новорождённой дочерью Анне-Карин в норвежском городке Борре и занимавшийся живописью, был приглашён Туром Хейердалом принять участие в экспедиции на бальсовом плоту «Кон-Тики» из Перу в Полинезию в качестве штурмана. Во время 101-дневного плавания по Тихому океану Хессельберг проводил астронавигационные наблюдения, определял местонахождение плота и отмечал на карте его курс.
В свободное от навигации время Эрик делал зарисовки, вырезал деревянные статуэтки и играл на гитаре. Именно ему принадлежит изображение бога Кон-Тики на парусе, который был установлен на их плоту.
Возвратившись из плавания, Хессельберг написал от руки 72-страничную книгу «Кон-Тики и я», сопроводив её своими же собственными рисунками (издана в 1949 году в Норвегии издательством Dreyers Vorlag).
После знаменитой экспедиции Эрик Хессельберг построил собственный корабль под названием «Тики», на котором перебрался из Норвегии во Францию. 11 лет он прожил на борту своего парусника на Лазурном берегу, на Корсике, в Италии, работая как скульптор и живописец. Среди его друзей были Пабло Пикассо, Жорж Сименон, Жан Кокто.
Позже, продав свой корабль, он жил в США, Германии, Швеции, пока не вернулся окончательно в 1969—1970 гг. в город своего детства Ларвик.
Хессельберг умер 58-летним от сердечного приступа 15 сентября 1972 года в Ларвике, где и был похоронен. Оставил после себя множество фотографий, графики, скульптур и более 200 песен для гитары.
У Эрика Хессельберга было трое детей от разных браков: дочь Анне-Карин (1946), сын Каэлу (1958), дочь Сузанна (1967). Старшая дочь живёт в Дрёбаке, организовывает выставки работ своего отца.